# Чигиринська вулиця (Труханів острів)
Чигири́нська ву́лиця — зникла вулиця міста Києва, що існувала в робітничому селищі на Трухановому острові. Пролягала від Остерської до Труханівської вулиці. 
Прилучалися Запорізька площа, Київська, Звенигородська, Чернігівська, Уманська вулиці.

## Історія
Виникла 1907 року під час розпланування селища на Трухановому острові, на карті 1914 року позначена під назвою Чигиринський провулок, згодом стали використовувати назву Чигиринська вулиця. Восени 1943 року при відступі з Києва німецькі окупанти спалили селище на острові, тоді ж припинила існування вся вулична мережа включно із Чигиринською вулицею.
1944 року такою ж назвою було названо нову вулицю на Вітряних горах.